# Liste der Naturdenkmale in Lichtenwald
| Naturdenkmale | Anzahl |
| ------------- | ------ |
| FND           | 3      |
| END           | 2      |
| Gesamt        | 5      |

Die Liste der Naturdenkmale in Lichtenwald nennt die verordneten Naturdenkmale (ND) der im baden-württembergischen Landkreis Esslingen liegenden Gemeinde Lichtenwald. In Lichtenwald gibt es insgesamt fünf als Naturdenkmal geschützte Objekte, davon drei flächenhafte Naturdenkmale (FND) und zwei Einzelgebilde-Naturdenkmal (END).
Stand: 30. Oktober 2016.

## Flächenhafte Naturdenkmale (FND)
| Name                                                                   | Bild | Kennung     | Einzelheiten | Position | Fläche Hektar | Datum         |
| ---------------------------------------------------------------------- | ---- | ----------- | ------------ | -------- | ------------- | ------------- |
| Feuchtgebiet im Gewann Rauhwiesen                                      | BW   | 81160372506 | Lichtenwald  | ⊙        | 0,0           | 30. Juni 1994 |
| Lindenallee mit 35 Winterlinden, 3 Eichen, 1 Bergahorn und 3 Kastanien |      | 81160372504 | Lichtenwald  | ⊙        | 0,5           | 25. Aug. 1983 |
| Teich im Gewann Fuchswiese                                             | BW   | 81160372505 | Lichtenwald  | ⊙        | 0,2           | 30. Juni 1994 |
| Legende für Naturdenkmal                                               |      |             |              |          |               |               |

## Einzelgebilde (END)
| Name                       | Bild | Kennung     | Einzelheiten                                            | Position | Fläche Hektar | Datum         |
| -------------------------- | ---- | ----------- | ------------------------------------------------------- | -------- | ------------- | ------------- |
| 1 Eiche Schönbrückleseiche | BW   | 81160372503 | Lichtenwald                                             | ⊙        | 0,0           | 25. Aug. 1983 |
| 1 Linde Dorflinde          | BW   | 81160372501 | Lichtenwald Nicht mehr in der LUBW-Datenbank vorhanden. | ⊙        | 0,0           | 25. Aug. 1983 |
| Legende für Naturdenkmal   |      |             |                                                         |          |               |               |